# Sargus metallinus
Sargus metallinus är en tvåvingeart som beskrevs av Fabricius 1805. Sargus metallinus ingår i släktet Sargus och familjen vapenflugor. Inga underarter finns listade i Catalogue of Life.